# Halle Open 2008
L'Halle Open 2008 è stato un torneo di tennis giocato sull'erba.
È stata la 16ª edizione dell'Halle Open,
che faceva parte della categoria International Series nell'ambito dell'ATP Tour 2008.
Si è giocato al Gerry Weber Stadion di Halle in Germania, dal 7 al 15 giugno 2008.

## Campioni

### Singolare
Roger Federer ha battuto in finale  Philipp Kohlschreiber con il punteggio di 6–3, 6–4

### Doppio
Michail Južnyj /  Miša Zverev hanno battuto in finale  Lukáš Dlouhý /  Leander Paes con il punteggio di 3–6, 6–4, 10–3